# Longitude vraie
 (janvier 2024).
Si vous disposez d'ouvrages ou d'articles de référence ou si vous connaissez des sites web de qualité traitant du thème abordé ici, merci de compléter l'article en donnant les références utiles à sa vérifiabilité et en les liant à la section « Notes et références ».
En mécanique céleste et en mécanique spatiale, la longitude vraie est la longitude écliptique à laquelle se trouverait un objet si l'inclinaison de son orbite était nulle.
La longitude vraie est couramment notée {\displaystyle l}, notation correspondant à la lettre L minuscule de l'alphabet latin.
Ayant la dimension d'un angle plan, elle s'exprime en degrés (°).
Elle est donnée par :
{\displaystyle l\equiv {\nu }+{\varpi }={\nu }+{\omega }+{\Omega }\ ,}
où :
- {\displaystyle \nu } est l'anomalie vraie ;
- {\displaystyle \varpi \equiv {\omega }+{\Omega }} est la longitude du périastre ;
- {\displaystyle \omega } est l'argument du périastre ;
- {\displaystyle \Omega } est la longitude du nœud ascendant.

La longitude vraie d'un objet est reliée à sa longitude moyenne par :
{\displaystyle l-L\equiv {\nu }-{M}\ ,}
où :
- {\displaystyle L\equiv {M}+{\varpi }} est la longitude moyenne ;
- {\displaystyle M} est l'anomalie moyenne.